# Usher Hall

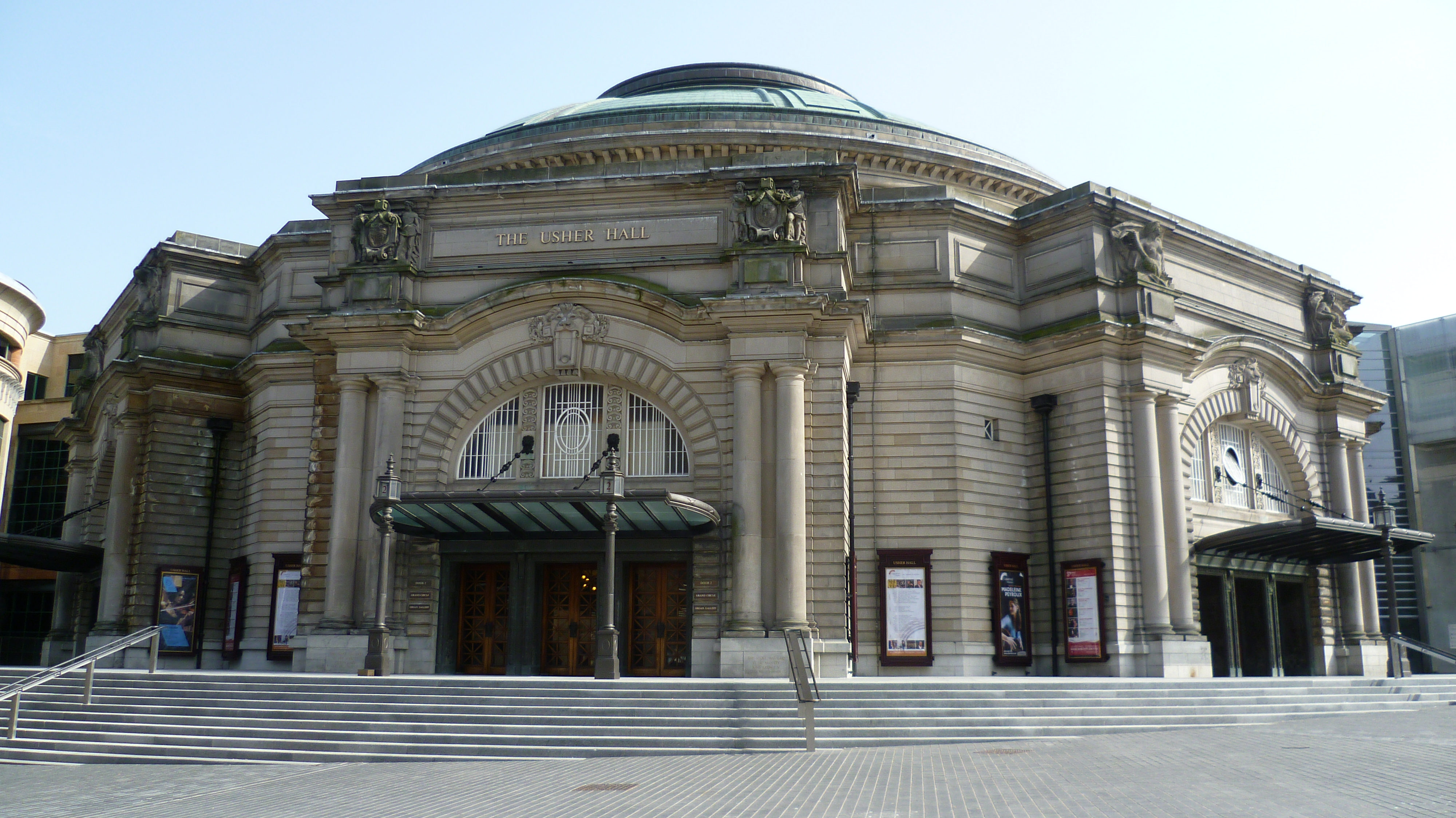
Usher Hall.

Usher Hall es una sala de conciertos en Edimburgo, Escocia.
Desde su inauguración en 1914 es el centro de la vida musical de la ciudad. Es la sede oficial del Festival de Edimburgo —inaugurado por Bruno Walter y por la Orquesta Filarmónica de Viena— y de la Royal Scottish National Orchestra, además de la Scottish Chamber Orchestra, Scottish Fiddle Orchestra, National Youth Orchestra of Scotland y la Edinburgh Royal Choral Union.
En 1972 se celebró el concurso de Eurovision.